# 黃蜂戰士 (漫威漫畫)
黃蜂戰士（英語：Yellowjacket）是幾名漫威漫畫虛構人物所使用的名號。

## 人物

### 漢克·皮姆
由於皮姆粒子的影響，讓漢克·皮姆的心智受到了影響，加上在事業與財務上的不如意，使他分裂出了一個邪惡的人格，並製造出了一套黃蜂戰衣自稱黃蜂戰士開始作亂，黃蜂女珍妮特發現了黃蜂戰士其實就是皮姆後，用愛感化了對方，皮姆也因此開始改用黃蜂戰士的身分活動。

## 其他媒體

### 電影
- 漫威電影宇宙：由寇瑞·史托爾飾演「黃蜂戰士」達倫·克羅斯（英语：Darren Cross）
  - 《蟻人》（2015年）[1][2]

### 電視
- 《復仇者聯盟：史上最強英雄戰隊》：登場的是皮姆版本的黃蜂戰士。[3]
- 《樂高漫威超級英雄：復仇者聯盟之重新集結（英语：Lego Marvel Super Heroes: Avengers Reassembled）》：登場的是達倫·克羅斯版本的黃蜂戰士，由特拉維斯·威林厄姆配音。[4]
- 漫威電影宇宙
  - 《無限可能：假如…？》第一季（2021年）[5]：動畫劇集，由麥克·道格拉斯聲演「黃蜂戰士」漢克·皮姆。

### 遊戲
- 《樂高漫威超級英雄2（英语：Lego Marvel Super Heroes 2）》：皮姆版本的黃蜂戰士是玩家可使用角色之一。[6]
- 《MARVEL未來之戰》：手機遊戲，黃蜂戰士是玩家可使用角色之一。
- 《MARVEL未來革命》